# Comuna Skorîkî, Pidvolociîsk
Skorîkî (în ucraineană Скорики) este o comună în raionul Pidvolociîsk, regiunea Ternopil, Ucraina, formată din satele Klîmkivți și Skorîkî (reședința).

## Demografie
Componența lingvistică a comunei Skorîkî
     Ucraineană (99,67%)
     Alte limbi (0,33%)
Conform recensământului din 2001, majoritatea populației comunei Skorîkî era vorbitoare de ucraineană (99,67%), existând în minoritate și vorbitori de alte limbi.